# Campionati europei di winter triathlon del 2006
I Campionati europei di winter triathlon del 2006 (IX edizione) si sono tenuti a Schilpario in Italia, in data 4 marzo 2006.
Tra gli uomini ha vinto il norvegese Alf Roger Holme. Tra le donne ha trionfato la tedesca Sigrid Mutscheller..
La gara junior ha visto trionfare l'austriaco Robert Gehbauer e la slovacca Verona Sovcikova.
Il titolo di Campione europeo di winter triathlon della categoria under 23 è andato allo slovacco Tomas Jurkovic. Tra le donne si è aggiudicata il titolo di Campionessa europea di winter triathlon della categoria under 23 la ceca Radka Vodickova.

## Risultati

### Élite uomini
| Pos. | Atleta              | Paese         | Corsa    | Bici     | Sci      | Totale   |
| ---- | ------------------- | ------------- | -------- | -------- | -------- | -------- |
|      | Alf Roger Holme     | Norvegia      | 00:28:17 | 00:28:10 | 00:28:14 | 01:24:40 |
|      | Arne Post           | Norvegia      | 00:28:10 | 00:29:46 | 00:28:00 | 01:25:56 |
|      | Daniel Antonioli    | Italia        | 00:28:32 | 00:29:26 | 00:28:30 | 01:26:27 |
| 4    | Peter Barton        | Slovacchia    | 00:29:06 | 00:29:28 | 00:28:07 | 01:26:40 |
| 5    | Siegfried Bauer     | Austria       | 00:30:13 | 00:28:21 | 00:28:43 | 01:27:17 |
| 6    | Thomas Schrenk      | Germania      | 00:30:13 | 00:29:28 | 00:29:18 | 01:28:58 |
| 7    | David Roderer       | Germania      | 00:28:36 | 00:30:53 | 00:29:32 | 01:29:01 |
| 8    | Heinz Planitzer     | Austria       | 00:28:21 | 00:29:46 | 00:31:38 | 01:29:46 |
| 9    | Pavel Brydl         | Rep. Ceca     | 00:28:15 | 00:33:49 | 00:28:07 | 01:30:11 |
| 10   | Jiri Zak            | Rep. Ceca     | 00:29:32 | 00:32:27 | 00:28:56 | 01:30:55 |
| 11   | Christian Frommelt  | Liechtenstein | 00:30:00 | 00:30:41 | 00:30:44 | 01:31:26 |
| 12   | Jan Holiga          | Slovacchia    | 00:28:34 | 00:33:17 | 00:29:39 | 01:31:30 |
| 13   | Pavel Jindra        | Rep. Ceca     | 00:31:12 | 00:30:11 | 00:30:09 | 01:31:32 |
| 14   | Bernd Tauderer      | Austria       | 00:31:33 | 00:28:55 | 00:31:06 | 01:31:34 |
| 15   | Oswald Weisenhorn   | Italia        | 00:28:47 | 00:34:29 | 00:28:20 | 01:31:35 |
| 16   | Luca Bonazzi        | Italia        | 00:29:04 | 00:33:30 | 00:29:08 | 01:31:44 |
| 17   | Jean Claude Carrere | Francia       | 00:29:22 | 00:32:39 | 00:29:44 | 01:31:45 |
| 18   | Werner Uran         | Austria       | 00:29:49 | 00:31:20 | 00:31:02 | 01:32:12 |
| 19   | Daniel Hehle        | Germania      | 00:30:21 | 00:32:02 | 00:31:00 | 01:33:24 |
| 20   | Elia Stampanoni     | Svizzera      | 00:00:00 | 01:02:00 | 00:31:42 | 01:33:43 |
| 21   | Anton Steiner       | Italia        | 00:29:29 | 00:35:35 | 00:29:56 | 01:34:59 |
| 22   | Guillaume Peyronnet | Francia       | 00:33:32 | 00:33:54 | 00:28:40 | 01:36:06 |
| 23   | Walter Polla        | Italia        | 00:31:59 | 00:32:54 | 00:32:14 | 01:37:07 |
| 24   | Victor Lobo         | Spagna        | 00:29:52 | 00:33:26 | 00:35:38 | 01:38:57 |
| 25   | Matt Richardson     | Canada        | 00:32:43 | 00:36:56 | 00:33:51 | 01:43:29 |
| 26   | Steeve Laurent      | Francia       | 00:30:39 | 00:39:50 | 00:35:11 | 01:45:40 |
| 27   | Martin Bianchi      | Argentina     | 00:32:43 | 00:47:49 | 00:36:37 | 01:57:09 |

### Élite donne
| Pos. | Atleta             | Paese    | Corsa   | Bici    | Sci     | Totale  |
| ---- | ------------------ | -------- | ------- | ------- | ------- | ------- |
|      | Sigrid Mutscheller | Germania | 0:33:01 | 0:33:42 | 0:32:26 | 1:39:09 |
|      | Carina Wasle       | Austria  | 0:33:18 | 0:32:15 | 0:34:40 | 1:40:13 |
|      | Camilla Hott       | Norvegia | 0:35:54 | 0:35:58 | 0:32:40 | 1:44:32 |
| 4    | Jutta Schubert     | Germania | 0:34:38 | 0:35:19 | 0:36:21 | 1:46:18 |
| 5    | Gabi Pauli         | Germania | 0:35:52 | 0:35:59 | 0:35:24 | 1:47:15 |
| 6    | Marlies Penker     | Austria  | 0:34:27 | 0:36:00 | 0:37:07 | 1:47:34 |
| 7    | Brita C: Mustad    | Norvegia | 0:34:29 | 0:38:51 | 0:35:38 | 1:48:58 |
| 8    | Giuliana Lamastra  | Italia   | 0:35:53 | 0:37:32 | 0:38:50 | 1:52:15 |
| 9    | Inmaculada Pereiro | Spagna   | 0:33:01 | 0:41:03 | 0:39:50 | 1:53:54 |
| 10   | Michela Benzoni    | Italia   | 0:38:41 | 0:42:28 | 0:36:15 | 1:57:24 |
| 11   | Lene Pedersen      | Norvegia | 0:37:29 | 0:46:00 | 0:35:49 | 1:59:18 |
| 12   | Stefania Bonazzi   | Italia   | 0:36:57 | 0:43:57 | 0:40:10 | 2:01:04 |

### Under 23 uomini
| Pos. | Atleta          | Paese      | Corsa   | Bici    | Sci     | Totale  |
| ---- | --------------- | ---------- | ------- | ------- | ------- | ------- |
|      | Tomas Jurkovic  | Slovacchia | 0.30.40 | 0.31.58 | 0.33.24 | 1.36.02 |
|      | Martin Jandl    | Austria    | 0.31.58 | 0.32.21 | 0.36.28 | 1.40.47 |
|      | Luis Lobo       | Spagna     | 0.32.20 | 0.34.17 | 0.35.26 | 1.42.03 |
| 4    | Peter Viana     | Italia     | 0.30.46 | 0.36.24 | 0.36.34 | 1.43.44 |
| 5    | Pavel Holec     | Rep. Ceca  | 0.30.10 | 0.34.45 | 0.40.33 | 1.45.28 |
| 6    | Alberto Casadei | Italia     | 0.31.23 | 0.38.21 | 0.38.04 | 1.47.48 |
| 7    | Michael Benda   | Rep. Ceca  | 0.33.53 | 0.40.31 | 0.37.18 | 1.51.42 |

### Under 23 donne
| Pos. | Atleta          | Paese     | Corsa   | Bici    | Sci     | Totale  |
| ---- | --------------- | --------- | ------- | ------- | ------- | ------- |
|      | Radka Vodickova | Rep. Ceca | 0:34:27 | 0:44:52 | 0:35:35 | 1:54:54 |
|      | Lydia Weydahl   | Norvegia  | 0:34:46 | 0:41:43 | 0:34:54 | 1:55:23 |
|      | Emilie Darras   | Francia   | 0:43:54 | 0:58:02 | 0:52:34 | 2:34:30 |

### Junior uomini
| Pos. | Atleta           | Paese      | Corsa    | Bici     | Sci      | Totale   |
| ---- | ---------------- | ---------- | -------- | -------- | -------- | -------- |
|      | Robert Gehbauer  | Austria    | 00:18:14 | 00:18:42 | 00:20:50 | 00:57:48 |
|      | Ola G Bustad     | Norvegia   | 00:18:24 | 00:20:38 | 00:18:47 | 00:57:50 |
|      | Simone Di Mattia | Italia     | 00:18:46 | 00:20:15 | 00:21:50 | 01:00:51 |
| 4    | Stanislav Groh   | Rep. Ceca  | 00:18:38 | 00:20:22 | 00:23:20 | 01:02:20 |
| 5    | Milan Jurco      | Slovacchia | 00:19:59 | 00:22:25 | 00:22:27 | 01:04:51 |
| 6    | Stephen Moret    | Italia     | 00:20:52 | 00:21:10 | 00:24:30 | 01:06:32 |
| 7    | Peter Mosny      | Slovacchia | 00:19:23 | 00:23:22 | 00:26:18 | 01:09:04 |
| 8    | Mattia Therisod  | Italia     | 00:20:52 | 00:30:34 | 00:25:11 | 01:16:38 |

### Junior donne
| Pos. | Atleta            | Paese      | Corsa   | Bici    | Sci     | Totale  |
| ---- | ----------------- | ---------- | ------- | ------- | ------- | ------- |
|      | Verona Sovcikova  | Slovacchia | 0:23:24 | 0:22:26 | 0:25:22 | 1:11:12 |
|      | Johana Sovcikova  | Slovacchia | 0:24:09 | 0:22:13 | 0:25:44 | 1:12:06 |
|      | Nina Morgenstern  | Germania   | 0:22:59 | 0:24:21 | 0:27:32 | 1:14:52 |
| 4    | Chiara Guichardaz | Italia     | 0:27:24 | 0:31:53 | 0:32:28 | 1:31:45 |